# Veronica Isaksson (illustratör)
Veronica Isaksson, född 19 december 1985, är en svensk illustratör, animatör och spelgrafiker.  

## Biografi
Veronica Isaksson växte upp i Avesta. Hon har en examen i datorgrafik och 3D-animation från 2012 vid Högskolan på Gotland.
Hon har arbetat som grafiker för spelet Candy Crush Saga på spelföretaget King. Hon är bland annat upphovspersonen bakom illustrationerna till Jo Salmsons Hjälp!, som är en lättläst bokserie för barn.  
Hon tecknar sina bilder digitalt, och hennes tecknarstil har beskrivits som tydlig, detaljerad, uttrycksfull och fantasirik.

### Lätt-att-läsa-serien -" Hjälp! "
Samtliga böcker är utgivna på Bonnier Carlsen bokförlag, Stockholm.
- 2012 –Salmson, Jo. Hjälp! Jag gjorde illa Linn. Illustratör: Veronica Isaksson. Libris 12751439. ISBN 9789163870521
- 2012 –Salmson, Jo. Hjälp! Jag tappar bort en hund. Illustratör: Veronica Isaksson. Libris 12751363. ISBN 9789163871726
- 2013 –Salmson, Jo. Hjälp! Jag hittar ett fusk. Illustratör: Veronica Isaksson. Libris 13818421. ISBN 9789163874475
- 2014 –Salmson, Jo. Hjälp! Var är skatten?. Illustratör: Veronica Isaksson. Libris 15081803. ISBN 9789163878428
- 2021 –Salmson, Jo. Hjälp! Jag måste hitta Mia. Illustratör:  Veronica Isaksson. Libris fsfhsssfc434vjm8. ISBN 9789179752583
- 2022 –Salmson, Jo. Hjälp! han sjunker!. Illustratör: Veronica Isaksson. Libris zcf0gw0qwvz0pb7c. ISBN 9789179770600

### Övrigt
- 2012 – Julia är inte dum! (text: Hans Peterson) Nypon Förlag